# NGC 6426
NGC 6426 est un amas globulaire situé dans la constellation d'Ophiuchus à environ 67 200 a.l. (20.6 kpc) du Soleil et à 47 000 a.l. (14,4 kpc) du centre de la Voie lactée. Il a été découvert par l'astronome germano-britannique William Herschel en 1781.

## Caractéristiques
Selon la base de données Simbad, la vitesse radiale héliocentrique de cet amas est égale à −210,5 ± 0,5 km/s. William W. Harris indique une valeur un peu plus faible, soit −162 ± 23 km/s.
Selon Forbes et Bridges, sa métallicité est estimée à -2,11 [Fe/H] et son âge d'environ 12,9 milliards d'années.
Selon une étude publiée en 2011 par J. Boyles et ses collègues, la métallicité de l'amas globulaire NGC 6426 est égale à -2,15 et sa masse est égale à 117 000{\displaystyle M_{\odot }}. Dans cette même étude, la distance de l'amas est aussi estimée à environ 20,6 kpc (∼67 200 al). La valeur indiquée par Harris est aussi de -2,15
Une métallicité égale à -2,15 signifie que la concentration en fer de NGC 6426 est égale à entre[style à revoir] 0,7 % de celle du Soleil. Après le Big Bang, l'Univers étant surtout composé d'hydrogène et d'hélium, la métallicité était pratiquement nulle. L'univers s'est progressivement enrichi en métaux (éléments plus lourds que l'hélium) grâce à la synthèse de ceux-ci dans le cœur des étoiles. La métallicité des amas du halo de la Voie lactée varie d'un centième à un dixième de la métallicité solaire, ce qui signifie que ces amas se décomposent en deux sous-groupes, les relativement jeunes et les vieux . Selon sa métallicité, NGC 6426 serait donc un vieil amas pauvre en métaux, âgé de 12,9 milliards d'années.

## Galerie

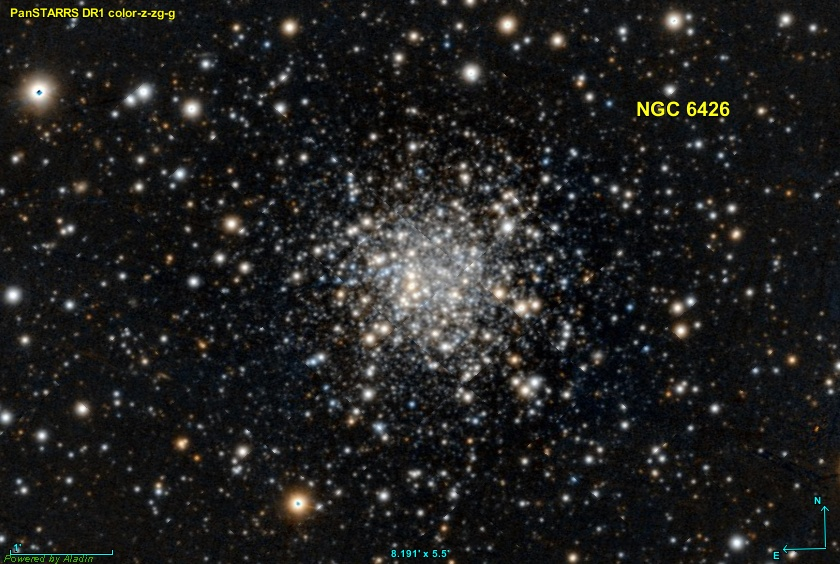
NGC 6426 en lumière visible par le relevé Pan-STARRS.
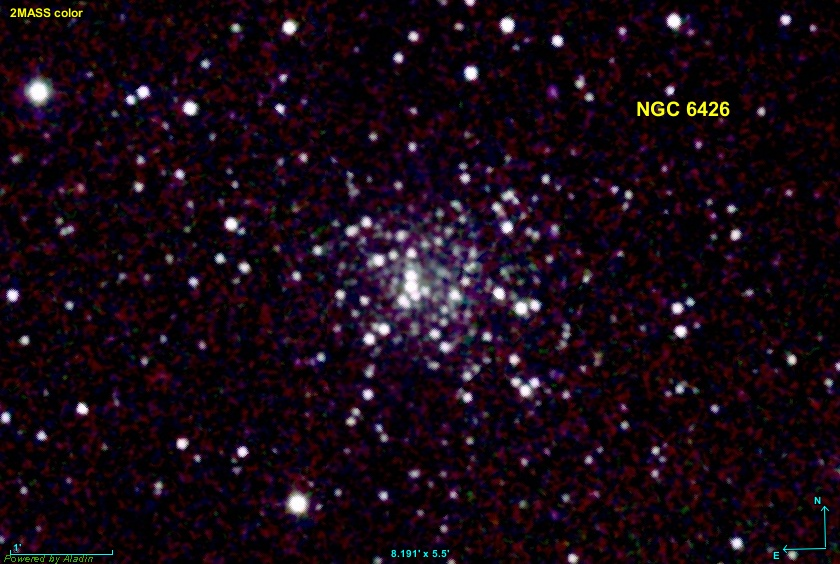
NGC 6426 en infrarouge par le relevé 2MASS.